# کارلوس سالوادور
کارلوس سالوادور (انگلیسی: Carles Salvador؛ زادهٔ ۱۷ سپتامبر ۱۹۹۰) بازیکن فوتبال است.